# Massy (Essonne)
Massy ist eine französische Stadt mit 50.597 Einwohnern (Stand 1. Januar 2022) im Département Essonne in der Region Île-de-France.

## Geografie
Massy liegt an der Bièvre im Hurepoix, etwa 15 Kilometer südlich des Stadtzentrums von Paris. Die Nachbargemeinden sind Verrières-le-Buisson im Norden, Antony im Nordosten, Wissous im Osten, Chilly-Mazarin im Südosten, Champlan im Süden, Palaiseau im Südwesten und Igny im Westen.

## Geschichte und Bevölkerungsentwicklung
Wie die französische Geschichtsschreibung berichtet, stand hier um das Jahr 300 eine spätrömische villa rustica „Matius“. Das fränkische „Macciacum“ hieß dann im 8. Jahrhundert „Macciano“ (Negre) und im 9. Jahrhundert „Maciacum“ (Cocheris/Negre). Das Quellenverzeichnis „Regnum Francorum online“ enthält nur eine Urkunde über Massy: Zwischen 823 und 838 gehörte dem Kloster Saint-Germain-de-Près „in Maciaco ecclesiam“, also eine Kirche (RFO PolyptGer II, 014). 1216 befestigte Jean de Macy seinen Hof, aus dem das „Chateau de Vilgénis“ wurde. 1329 gab es hier für die Leprakranken ein Hospital. Das verfallene Schloss Vilgénis wurde in der 1. Hälfte des 19. Jahrhunderts restauriert und 1852 an Jerome Bonaparte verkauft. Hier starb der „König Lustik“, als Bruder Napoleon Bonapartes 1799 Erster Konsul des neuen Kaisers und von 1807 bis 1813 König von Westphalen, dieses künstlichen Gebietsschlauchs zwischen Osnabrück und Magdeburg, im Jahr 1860.
| Jahr      | 1962   | 1968   | 1975   | 1982   | 1990   | 1999   | 2007   | 2019   |
| Einwohner | 19.137 | 37.055 | 41.344 | 40.135 | 38.574 | 37.704 | 40.386 | 50.644 |

## Verkehr
Unmittelbar östlich von Massy liegt der Flughafen Paris-Orly. Massy besitzt einen Berührungsbahnhof. Der Sektor Massy Palaiseau wird von den Nahverkehrslinien RER B und RER C angefahren. Der Bahnhof Massy TGV liegt an der Hochgeschwindigkeitsstrecke LGV Atlantique und wird von TGV-Hochgeschwindigkeitszügen genutzt.

## Kultur
Ab 2026 wird Massy das neue Ausstellungszentrum Centre Pompidou Francilien – Fabrique de l’Art / Musée National Picasso Paris beherbergen. Das Kunstfabrik wird in einem früheren Fabrikgebäude auf einer Fläche von 30.000 Quadratmetern (davon 24.000 Quadratmeter Ausstellungsfläche) eingerichtet und die Sammlungen der beiden nationalen Pariser Museen für moderne Kunst aufnehmen, während die Pariser Häuser saniert werden. Auch nach Sanierungsende soll die Kunstfabrik von Massy als Ausstellungsgebäude erhalten bleiben.

## Sehenswürdigkeiten
Siehe: Liste der Monuments historiques in Massy (Essonne)

## Städtepartnerschaft
Partnerstadt von Massy ist Ascoli Piceno in der italienischen Region Marken.

## Persönlichkeiten
- Nicolas Appert (1749–1841), Konditor und Erfinder
- Henri Lemoine (1909–1991), Radrennfahrer
- Édouard Stachowitz (1934–2008), Fußballspieler und -trainer, starb in Massy
- Méline Gérard (* 1990), Fußballspielerin
- Yaya Sanogo (* 1993), Fußballspieler
- Anthony Martial (* 1995), Fußballspieler